# Mediengenossenschaft
Die Mediengenossenschaft ist eine Form der Genossenschaft.
In Deutschland wurde mit der taz, die Tageszeitung Verlagsgenossenschaft für die taz, mit der LPG junge Welt für die junge Welt und mit der nd.Genossenschaft für die nd Genossenschaften gegründet, um das notwendige Kapital für die jeweiligen Medien zu akquirieren. Außerdem als Genossenschaft organisiert ist die digitale Plattform Krautreporter. In der deutschsprachigen Schweiz gibt die Genossenschaft Infolink die WOZ Die Wochenzeitung mit einer Auflage von 113.000 Exemplaren heraus. Im Online-Bereich wird Republik durch Genossenschafter beigetragen.
Mediengenossenschaften sind eine Sonderform der Dienstleistungsgenossenschaft, bei der sich meist Kunden und Dienstleister zusammenschließen, um dem reinen Profitstreben bei Erstellung der Dienstleistung immaterielle Ziele entgegenzusetzen.